# Premio Municipal de Literatura de Santiago
El Premio Municipal de Literatura de Santiago es una de las distinciones literarias más importantes de Chile. Fue fundada en 1934 por la municipalidad de Santiago.

## Historia
Creado el 5 de febrero de 1934 por la municipalidad de Santiago, en un principio se otorgaban premios en los géneros de novela, poesía y teatro (que después pasaría a llamarse dramaturgia); en 1941 se agregó el ensayo; en 1954, el cuento; a este se le sumó el literatura infantil y juvenil y en 2013 otros tres: referencial ("memorias, crónicas, diarios, cartas, biografías y también compilaciones y antologías"), investigación periodística y edición; al año siguiente se resolvió ampliar el reconocimiento de las obras dirigidas a los menores y premiar separadamente la literatura infantil y la juvenil, llegando así a 10 el total de las categorías en concurso.
El premio literario más antiguo de Chile consiste en la entrega de una suma de dinero, que en 2016 fue de 2 000 000 de pesos chilenos, para cada género y del diploma correspondiente. Pueden presentarse al concurso las obras publicadas en primera edición el año anterior a la convocatoria (en dramaturgia, pueden hacerlo asimismo las obras estrenadas el año anterior al concurso); en cada género, su jurado selecciona tres finalistas de entre los cuales elige posteriormente al ganador.
Este antiguo galardón ha sufrido algunas interrupciones durante su historia. No se concedió en los primeros tres años después del golpe militar encabezado por el general Augusto Pinochet, que derrocó en septiembre de 1973 al gobierno socialista de Salvador Allende. Fue restablecido por el Reglamento N.º 4 del 22 de diciembre de 1976 bajo la administración del alcalde Patricio Mekis. A mediados de la década siguiente, el entonces alcalde de Santiago, Carlos Bombal revocó en 1985 el premio a Jaime Miranda y su Regreso sin causa y ordenó suspender el acto de entrega de los galardones. El premio permaneció interrumpido hasta 1988; al año siguiente, siendo alcalde Máximo Honorato, el Reglamento N.º 7 del 25 de enero lo restableció; la decisión del jurado, que en aquella ocasión concedió un premio compartido y cuatro menciones honrosas, fue publicada el 26 de junio.
La pandemia de COVID-19 motivó la suspensión del premio en 2020, pero la convocación del año siguiente pudieron competir no solo los libros publicados en primera edición en 2020, sino también los que salieron en 2019.

## Lista de galardonados

### 1934 - 1939
| Año  | Género | Autor                     | Obra                                             | Retrato  |
| ---- | ------ | ------------------------- | ------------------------------------------------ | -------- |
| 1934 | Novela | Edgardo Garrido           | El hombre en la montaña                          |          |
| 1934 | Poesía | Jorge González Bastías    | Vera rústica                                     |          |
| 1934 | Teatro | Desierto                  | Desierto                                         | Desierto |
| 1935 | Novela | Luis Durand               | Mercedes Urízar                                  |          |
| 1935 | Poesía | Pedro Prado               | Camino de las horas                              |          |
| 1935 | Teatro | Manuel Arellano Marín     | Un hombre en el camino                           |          |
| 1936 | Novela | Mariano Latorre           | On Panta                                         |          |
| 1936 | Poesía | Julio Barrenechea         | Espejo de sueño                                  |          |
| 1936 | Teatro | Armando Moock             | Rigoberto                                        |          |
| 1937 | Novela | Juan Marín                | Paralelo 53 Sur                                  |          |
| 1937 | Poesía | Juan Negro                | Mensaje de poesía                                |          |
| 1937 | Teatro | Antonio Acevedo Hernández | Chañarcillo                                      |          |
| 1938 | Novela | Magdalena Petit           | Don Diego Portales, el hombre sin concupiscencia |          |
| 1938 | Poesía | Jerónimo Lagos Lisboa     | Tiempo ausente                                   |          |
| 1938 | Teatro | Víctor Domingo Silva      | Fuego en la montaña                              |          |
| 1939 | Novela | Rubén Azócar              | Gente en la isla                                 |          |
| 1939 | Poesía | Nicanor Parra             | Cancionero sin nombre                            |          |
| 1939 | Teatro | Santiago del Campo        | California                                       |          |

### 1940 - 1949
| Año  | Género | Autor                                     | Obra                                                         | Retrato  |
| ---- | ------ | ----------------------------------------- | ------------------------------------------------------------ | -------- |
| 1940 | Novela | Juan Modesto Castro                       | Aguas estancadas                                             |          |
| 1940 | Poesía | Ángel Cruchaga Santa María                | Paso de sombra                                               |          |
| 1940 | Teatro | Eugenio Orrego Vicuña                     | José Manuel Carrera                                          |          |
| 1941 | Novela | Eugenio González                          | Destino                                                      |          |
| 1941 | Poesía | Juan Guzmán Cruchaga                      | Aventura                                                     |          |
| 1941 | Teatro | Lautaro García                            | Una sola vez en la vida                                      |          |
| 1941 | Ensayo | Benjamín Subercaseaux                     | Chile o una loca geografía                                   |          |
| 1942 | Novela | María Luisa Bombal                        | La amortajada                                                |          |
| 1942 | Poesía | Desierto                                  | Desierto                                                     | Desierto |
| 1942 | Teatro | Wilfredo Mayorga                          | La bruja y La marea                                          |          |
| 1942 | Ensayo | Ricardo Montaner Bello                    | Historia diplomática de la Independencia                     |          |
| 1943 | Novela | Benedicto Chuaqui                         | Memorias de un emigrante                                     |          |
| 1943 | Poesía | Miguel Fernández Solar                    | Campesinas íntimas y otros poemas                            |          |
| 1943 | Teatro | Desierto                                  | Desierto                                                     | Desierto |
| 1943 | Ensayo | Miguel Luis Rocuant                       | La barca de Ulises                                           |          |
| 1944 | Novela | Nicomedes Guzmán                          | La sangre y la esperanza                                     |          |
| 1944 | Poesía | Pablo Neruda                              | Selección                                                    |          |
| 1944 | Teatro | Carlos Barella Nathanael Yáñez Silva      | Vida, pasión y muerte de la Quintrala Don Juan Manuel        |          |
| 1944 | Ensayo | Eugenio Orrego Vicuña Norberto Pinilla    | Los hombres de América La generación de 1942                 |          |
| 1945 | Novela | Óscar Castro                              | La sombra de las cumbres                                     |          |
| 1945 | Poesía | Olga Solari                               | Selva                                                        |          |
| 1945 | Teatro | Álvaro Puga                               | Lodo y armiño                                                |          |
| 1945 | Ensayo | Óscar Pinochet de la Barra                | La Antártida chilena                                         |          |
| 1946 | Novela | Jacobo Danke                              | La taberna del perro que llora                               |          |
| 1946 | Poesía | Jerónimo Lagos Lisboa                     | La pequeña lumbre                                            |          |
| 1946 | Teatro | Enrique Bunster                           | La isla de los bucaneros                                     |          |
| 1946 | Ensayo | Sergio Vergara                            | Decadencia o recuperación                                    |          |
| 1947 | Novela | Magdalena Petit                           | Caleuche                                                     |          |
| 1947 | Poesía | Víctor Castro Silvia Moore                | Laurel despierto Dalias morenas                              |          |
| 1947 | Teatro | Patricia Morgan Enrique Rodríguez Johnson | Búscame en las estrellas Mi divina pobreza                   |          |
| 1947 | Ensayo | Benjamín Subercaseaux                     | Tierra de océano: la epopeya marítima de un pueblo terrestre |          |
| 1948 | Novela | Antonio Acevedo Hernández                 | Pedro Urdemales                                              |          |
| 1948 | Poesía | Humberto Díaz Casanueva                   | Estatua de sal                                               |          |
| 1948 | Teatro | Edmundo de la Parra Sergio Briceño        | Tierra para morir La imagen y su sombra                      |          |
| 1948 | Ensayo | Hermelo Arabena Williams Mario Osses      | Entre espadas y basquiñas Trinidad poética de Chile          |          |
| 1949 | Novela | Enrique Araya                             | La Luna era mi Tierra                                        |          |
| 1949 | Poesía | Olga Acevedo                              | Donde crece el zafiro                                        |          |
| 1949 | Teatro | Eugenio Orrego Vicuña                     | Ensayos dramáticos                                           |          |
| 1949 | Ensayo | Bernardo Cruz Eugenio Orrego Vicuña       | 20 poetas chilenos Don Miguel de Cervantes                   |          |

### 1950 - 1959
| Año  | Género | Autor                                              | Obra                                                                   | Retrato |
| ---- | ------ | -------------------------------------------------- | ---------------------------------------------------------------------- | ------- |
| 1950 | Novela | Luis Durand                                        | Frontera                                                               |         |
| 1950 | Poesía | María Elvira Piwonka Carlos Sander                 | Llamarlo amor Luz en el espacio                                        |         |
| 1950 | Teatro | Roberto Sarah                                      | Algún día                                                              |         |
| 1950 | Ensayo | Juan Uribe Echeverría Antonio Romera               | Cervantes en las letras hispanoamericanas Camilo Mori                  |         |
| 1951 | Novela | Baltazar Castro                                    | Un hombre en el camino                                                 |         |
| 1951 | Poesía | Miguel Arteche Claudio Solar                       | El sur dormido Rapsodia para la vida del hombre                        |         |
| 1951 | Teatro | Camilo Pérez de Arce                               | El Cid                                                                 |         |
| 1951 | Ensayo | Félix Schwartzmann                                 | El sentimiento humano en América                                       |         |
| 1952 | Novela | Daniel Belmar Manuel Rojas                         | Coirón Hijo de ladrón                                                  |         |
| 1952 | Poesía | David Rosenmann-Taub Juvencio Valle                | Los surcos inundados El hijo del guardabosque                          |         |
| 1952 | Teatro | Pedro de la Barra                                  | Viento de proa                                                         |         |
| 1952 | Ensayo | Gabriel Amunátegui Jordán Antonio de Undurraga     | Regímenes políticos Pezoa Véliz                                        |         |
| 1953 | Novela | Jacobo Danke María Flora Yáñez                     | Todos fueron de este mundo La piedra                                   |         |
| 1953 | Poesía | Antonio Campaña Luis Merino Reyes                  | La cima ardiendo Áspera brisa                                          |         |
| 1953 | Teatro | Luis Alberto Heiremans Sergio Vodanovic            | La hora robada El senador no es honorable                              |         |
| 1953 | Ensayo | Carlos Vial Espantoso                              | Cuadernos de la comprensión social y Cuadernos de la realidad nacional |         |
| 1954 | Novela | Carlos Droguett                                    | Sesenta muertos en la escalera                                         |         |
| 1954 | Poesía | Venancio Lisboa                                    | Llama viva                                                             |         |
| 1954 | Teatro | Desierto                                           | —                                                                      |         |
| 1954 | Ensayo | Alejandro Magnet Mahfud Massís                     | Nuestros vecinos justicialistas W. Whitman, el visionario de Manhattan |         |
| 1954 | Cuento | Luis Merino Reyes                                  | Muriela y otros cuentos                                                |         |
| 1955 | Novela | Luis González Zenteno                              | Caliche                                                                |         |
| 1955 | Poesía | Nicanor Parra                                      | Poemas y antipoemas                                                    |         |
| 1955 | Teatro | Santiago del Campo Gabriela Roepke                 | Martín Rivas (adaptación) La invitación                                |         |
| 1955 | Ensayo | Pedro León Loyola                                  | Una oposición fundamental en el pensamiento moderno                    |         |
| 1955 | Cuento | Claudio Giaconi                                    | La difícil juventud                                                    |         |
| 1956 | Novela | Guillermo Atías                                    | El tiempo banal                                                        |         |
| 1956 | Poesía | Mario Ferrero Mate de Luna Ángel Custodio González | Las lenguas del pan Crecida de la muerte                               |         |
| 1956 | Teatro | María Asunción Requena                             | Fuerte Bulnes                                                          |         |
| 1956 | Ensayo | Jaime Castillo Velasco Eduardo Frei Montalva       | El problema comunista La verdad tiene su hora                          |         |
| 1956 | Cuento | José Donoso                                        | Veraneo y otros cuentos                                                |         |
| 1957 | Novela | Luis Enrique Délano José Manuel Vergara            | Puerto de fuego Daniel y los leones dorados                            |         |
| 1957 | Poesía | Efraín Barquero                                    | La compañera                                                           |         |
| 1957 | Teatro | Fernando Josseau                                   | El prestamista                                                         |         |
| 1957 | Ensayo | Mario Naudón Hernán Ramírez Necochea               | Apreciación teatral Historia del movimiento obrero de Chile            |         |
| 1957 | Cuento | Francisco Coloane                                  | Tierra del Fuego                                                       |         |
| 1958 | Novela | Fernando Alegría                                   | Caballo de copas                                                       |         |
| 1958 | Poesía | Fernando González Urízar                           | La eternidad esquiva                                                   |         |
| 1958 | Teatro | Fernando Debesa                                    | Mama Rosa                                                              |         |
| 1958 | Ensayo | Jaime Eyzaguirre                                   | Chile durante el gobierno de Errázuriz Echaurren                       |         |
| 1958 | Cuento | Gustavo Mujica                                     | Las campañas                                                           |         |
| 1959 | Novela | Jaime Lazo                                         | El cepo                                                                |         |
| 1959 | Poesía | Luis Oyarzún                                       | Mediodía                                                               |         |
| 1959 | Teatro | Egon Wolff                                         | Discípulos del miedo                                                   |         |
| 1959 | Ensayo | Jorge Ahumada                                      | En vez de la miseria                                                   |         |
| 1959 | Ensayo | José Zamudio                                       | Heinrich Heine en la literatura chilena                                |         |
| 1959 | Cuento | Waldo Vila Suárez                                  | Un día antes del viento                                                |         |

### 1960 - 2024
| Año       | Género                       | Autor                                                                   | Obra | Retrato |
| --------- | ---------------------------- | ----------------------------------------------------------------------- | --- | ------- |
| 1960      | Novela                       | Leonardo Espinoza                                                       | Puerto Engaño |         |
| 1960      | Novela                       | Enrique Lafourcade                                                      | La fiesta del rey Acab |         |
| 1960      | Poesía                       | Braulio Arenas                                                          | Poemas |         |
| 1960      | Teatro                       | Alejandro Sieveking                                                     | Parecido a la felicidad |         |
| 1960      | Ensayo                       | Alberto Baltra                                                          | Crecimiento económico de América Latina                                                                                                 |         |
| 1960      | Cuento                       | Enrique Bunster                                                         | Aroma de Polinesia |         |
| 1961      | Novela                       | Armando Cassigoli Hernán Jaramillo                                      | Ángeles bajo la lluvia Crónica del hombre                                                                                               |         |
| 1961      | Poesía                       | Juvencio Valle                                                          | Del monte a la ladera |         |
| 1961      | Teatro                       | Sergio Vodanovic                                                        | Deja que los perros ladren |         |
| 1961      | Ensayo                       | Jorge Millas                                                            | Ensayos sobre la historia espiritual de Occidente                                                                                       |         |
| 1961      | Cuento                       | Maité Allamand Poli Délano                                              | El funeral del diablo Gente solitaria                                                                                                   |         |
| 1962      | Novela                       | Edesio Alvarado Barceló                                                 | La captura |         |
| 1962      | Poesía                       | Jorge Teillier                                                          | El árbol de la memoria |         |
| 1962      | Teatro                       | Luis Alberto Heiremans                                                  | Versos de ciego |         |
| 1962      | Ensayo                       | Roque Esteban Scarpa                                                    | Thomas Mann: una personalidad en una obra                                                                                               |         |
| 1962      | Cuento                       | Jorge Edwards                                                           | Gente de la ciudad |         |
| 1963      | Novela                       | Marta Vergara                                                           | Memorias de una mujer irreverente |         |
| 1963      | Poesía                       | Eduardo Anguita Víctor Franzani                                         | El poliedro y el mar Largo amar |         |
| 1963      | Teatro                       | Jorge Díaz Egon Wolff                                                   | El velero en la botella Esas 49 estrellas                                                                                               |         |
| 1963      | Ensayo                       | Esperanza Aguilar                                                       | Eliot, el hombre, no el gato viejo |         |
| 1963      | Cuento                       | Marta Jara                                                              | Surazo |         |
| 1964      | Novela                       | Miguel Ángel Padilla José Miguel Varas                                  | Don Judas Romero Porai |         |
| 1964      | Poesía                       | Miguel Arteche                                                          | Destierros y tinieblas |         |
| 1964      | Teatro                       | Isidora Aguirre Enrique Moletto (firmaba Molleto)                       | Los papeleros El sótano |         |
| 1964      | Ensayo                       | Carlos Aramayo Alzérreca Miguel Serrano                                 | Breve historia de la Antártida La serpiente del paraíso                                                                                 |         |
| 1964      | Cuento                       | Carlos Rozas Larraín                                                    | Barco negro |         |
| 1965      | Novela                       | Fernando Rivas                                                          | Los últimos días |         |
| 1965      | Poesía                       | Gonzalo Rojas                                                           | Contra la muerte |         |
| 1965      | Teatro                       | María Asunción Requena Sergio Vodanovic                                 | Ayayema Viña: Tres comedias en traje de baño                                                                                            |         |
| 1965      | Ensayo                       | Luis Oyarzún                                                            | Diario íntimo |         |
| 1965      | Cuento                       | Enrique Lihn                                                            | Agua de arroz |         |
| 1966      | Novela                       | Enrique Lafourcade                                                      | Novela de Navidad |         |
| 1966      | Poesía                       | Mahfud Massís                                                           | El libro de los astros apagados |         |
| 1966      | Teatro                       | Juan Guzmán Améstica                                                    | El Wurlitzer |         |
| 1966      | Ensayo                       | Mario Ferrero Mate de Luna                                              | Premios Nacionales de Literatura |         |
| 1966      | Cuento                       | Hernán Poblete Varas Nicasio Tangol                                     | Rosenthal Mayachka |         |
| 1967      | Novela                       | Hernán Valdés                                                           | Cuerpo creciente |         |
| 1967      | Poesía                       | Fernando Lamberg                                                        | Estrofas del jardín |         |
| 1967      | Teatro                       | Manuel Arellano Marín                                                   | |         |
| 1967      | Ensayo                       | Rodolfo Oroz Benjamín Viel                                              | La lengua castellana en Chile La explosión demográfica                                                                                  |         |
| 1967      | Cuento                       | Guillermo Blanco Lautaro Cárcamo                                        | Cuero de diablo Juan de los perros |         |
| 1968      | Novela                       | Rodrigo Quijada y Rodrigo Baño                                          | Tiempo de arañas |         |
| 1968      | Poesía                       | Homero Arce Ernesto Murillo                                             | El árbol y otras hojas Salar |         |
| 1968      | Teatro                       | Fernando Cuadra                                                         | La niña en la palomera |         |
| 1968      | Ensayo                       | Fernando Alegría Mario Rodríguez Fernández                              | Literatura chilena del siglo XX El modernismo en Chile y en Latinoamérica                                                               |         |
| 1968      | Cuento                       | Benjamín Morgado                                                        | Nueve cuentos |         |
| 1969      | Novela                       | Poli Délano                                                             | Cambalache |         |
| 1969      | Poesía                       | Olga Acevedo                                                            | La víspera irresistible |         |
| 1969      | Teatro                       | José Pineda y Alejandro Sieveking                                       | Peligro a 50 metros |         |
| 1969      | Ensayo                       | Cedomil Goic                                                            | La novela chilena |         |
| 1969      | Cuento                       | Germán Arias Morales Julio Flores                                       | No ha lugar Narraciones de la Isla de Pascua                                                                                            |         |
| 1970      | Novela                       | Gonzalo Drago                                                           | La esperanza no se extingue |         |
| 1970      | Poesía                       | Enrique Lihn                                                            | La musiquilla de las pobres esferas |         |
| 1970      | Teatro                       | Egon Wolff                                                              | El signo de Caín |         |
| 1970      | Ensayo                       | Volodia Teitelboim                                                      | Hombre y hombre |         |
| 1970      | Cuento                       | Jorge Edwards                                                           | Temas y variaciones |         |
| 1971      | Novela                       | Irma Astorga                                                            | La compuerta mágica |         |
| 1971      | Poesía                       | Edmundo Herrera Zúñiga Marino Muñoz Lagos                               | Oscuro fuego Los rostros de la lluvia                                                                                                   |         |
| 1971      | Teatro                       | Isidora Aguirre                                                         | Lo que va quedando en el camino |         |
| 1971      | Ensayo                       | Julio César Jobet Osvaldo Quijada                                       | Doctrina y praxis de los educadores representativos chilenos Historia y sexualidad                                                      |         |
| 1971      | Cuento                       | Antonio Benedictino                                                     | Poca cosa |         |
| 1972      | Novela                       | Braulio Arenas                                                          | El laberinto de Greta |         |
| 1972      | Poesía                       | Eduardo Anguita                                                         | Poesía entera |         |
| 1972      | Teatro                       | Desierto                                                                | — |         |
| 1972      | Ensayo                       | Miguel Castillo Didier Jaime Giordano                                   | Antología de la literatura neohelénica La edad del ensueño                                                                              |         |
| 1972      | Cuento                       | Edesio Alvarado Barceló Armando Cassigoli                               | El vulnerario Pequeña historia de una gran dama                                                                                         |         |
| 1973      | Novela                       | Patricio Manns                                                          | Buenas noches los pastores |         |
| 1973      | Poesía                       | Raúl González Figueroa                                                  | Angélica y las mariposas |         |
| 1973      | Teatro                       | María Asunción Requena                                                  | Chiloé, cielos cubiertos |         |
| 1973      | Ensayo                       | Carlos Charlin Felipe Pimstein                                          | Del avión rojo a la República Socialista Hamlet                                                                                         |         |
| 1973      | Cuento                       | José Luis Rosasco                                                       | Mirad también a los ojos |         |
| 1977      | Novela                       | Luis Sánchez Latorre                                                    | Adiós, Medusa |         |
| 1977      | Poesía                       | Miguel Arteche Fernando González Urízar                                 | Noches Nudo ciego |         |
| 1977      | Teatro                       | Domingo Tessier                                                         | Luca Milic |         |
| 1977      | Ensayo                       | Efraín Szmulewinz                                                       | Pablo Neruda, biografía emotiva |         |
| 1977      | Cuento                       | María Urzúa                                                             | El invitado |         |
| 1978      | Novela                       | Mario Bahamonde                                                         | El caudillo de Copiapó |         |
| 1978      | Poesía                       | Fernando González Urízar Roque Esteban Scarpa                           | Domingo de pájaros No tengo tiempo (3 tomos: El dios prestado por un día, El ojo cazado en la red de silencio, Rodeado estoy de dioses) |         |
| 1978      | Teatro                       | Desierto                                                                | — |         |
| 1978      | Ensayo                       | Roque Esteban Scarpa                                                    | La desterrada en su patria |         |
| 1978      | Cuento                       | Enrique Skinner                                                         | Adiós, padre, adiós |         |
| 1979      | Novela                       | Nicolás Mihovilovic                                                     | En el último mar del mundo |         |
| 1979      | Poesía                       | Alfonso Calderón Rosa Cruchaga de Walker                                | Poemas para clavecín Bajo la piel del aire                                                                                              |         |
| 1979      | Teatro                       | Egon Wolff                                                              | Kindergarten |         |
| 1979      | Ensayo                       | Jorge Millas y Edison Otero                                             | La violencia y sus máscaras |         |
| 1979      | Cuento                       | Antonio Montero Abt Carlos Ruiz Tagle                                   | Nos vemos en Santiago Cuentos de Santiago                                                                                               |         |
| 1980      | Novela                       | Ximena Sepúlveda                                                        | El cuarto reino |         |
| 1980      | Poesía                       | Jorge Jobet                                                             | Sonetos de afecto y pensamiento |         |
| 1980      | Teatro                       | Desierto                                                                | — |         |
| 1980      | Ensayo                       | Roberto Vilches Acuña                                                   | Compendio de cultura general |         |
| 1980      | Cuento                       | Luis Alberto Acuña Eugenio Mimica Barassi                               | Jarrón de porcelana china Los cuatro dueños                                                                                             |         |
| 1981      | Novela                       | José Luis Rosasco                                                       | Dónde estás, Constanza… |         |
| 1981      | Poesía                       | José Miguel Ibáñez Langlois                                             | Futurologías |         |
| 1981      | Teatro                       | Fernando Riveros Barahona                                               | Los relevos |         |
| 1981      | Ensayo                       | Juan de Dios Vial Larraín                                               | La filosofía de Aristóteles como teología del acto                                                                                      |         |
| 1981      | Cuento                       | Antonio Montero José Luis Rosasco                                       | El círculo dramático Hoy día es mañana                                                                                                  |         |
| 1982      | Novela                       | Julio Aldebarán Jorge Mariano Méndez                                    | Tiempo de arena Los rostros ardientes                                                                                                   |         |
| 1982      | Poesía                       | Ángel Custodio González Fernando González Urízar                        | El vicio Sabiduría de la luz |         |
| 1982      | Teatro                       | Fernando Riveros Barahona Domingo Tessier                               | Mineros y perros Joel |         |
| 1982      | Ensayo                       | Humberto Giannini                                                       | Desde las palabras |         |
| 1982      | Cuento                       | Guillermo Trejo                                                         | La casa del descalzado |         |
| 1983      | Novela                       | Carlos Morand                                                           | El espejo de los búhos |         |
| 1983      | Poesía                       | Renato Irarrázaval Manuel Francisco Mesa Seco                           | Interrogo al olvido Armaduras |         |
| 1983      | Teatro                       | Wilfredo Mayorga Juan Radrigán                                          | Por el camino del alba El toro por las astas                                                                                            |         |
| 1983      | Ensayo                       | Cástor Narvarte                                                         | Nihilismo y violencia |         |
| 1983      | Cuento                       | Fernando Emmerich Ana María Güiraldes                                   | Los lobos y las magnolias El nudo movedizo                                                                                              |         |
| 1984      | Novela                       | Enrique Valdés                                                          | Trapananda |         |
| 1984      | Poesía                       | Armando Rubio Huidobro (distinción póstuma)                             | Ciudadano |         |
| 1984      | Teatro                       | Desierto                                                                | — |         |
| 1984      | Ensayo                       | Jorge Acevedo Guerra                                                    | Hombre y mundo |         |
| 1984      | Cuento                       | Fernando Jerez Jerez                                                    | Así es la cosa |         |
| 1985      | Novela                       | Poli Délano                                                             | El hombre de la máscara de cuero |         |
| 1985      | Poesía                       | Pablo Cassi                                                             | Íntimo desorden |         |
| 1985      | Teatro                       | Jaime Miranda                                                           | Regreso sin causa |         |
| 1985      | Ensayo                       | Ágata Gligo Viel                                                        | María Luisa |         |
| 1985      | Cuento                       | Osvaldo Wegmann                                                         | El cementerio de los milodones |         |
| 1989      | Novela                       | Walter Garib                                                            | De cómo fue el destierro de Lázaro Carvajal                                                                                             |         |
| 1989      | Ensayo                       | José Garrido, Cristián Guerrero y María Soledad Valdés                  | Historia de la reforma agraria en Chile                                                                                                 |         |
| 1990      | Poesía                       | Leonel Lienlaf Armando Uribe                                            | Se ha despertado el ave de mi corazón Por ser vos quien sois                                                                            |         |
| 1991      | Novela                       | Pablo Azócar Virginia Vidal                                             | Natalia Cadáveres del incendio hermoso                                                                                                  |         |
| 1991      | Poesía                       | Hernán Miranda Casanova                                                 | De este anodino tiempo diurno |         |
| 1991      | Teatro                       | Carlos Cerda y José Donoso                                              | Este domingo (adaptación de la novela homónima de Donoso)                                                                               |         |
| 1991      | Ensayo                       | Jorge Edwards                                                           | Adiós, poeta |         |
| 1991      | Cuento                       | Alberto Fuguet                                                          | Sobredosis (Deambulando por la orilla oscura)                                                                                           |         |
| 1992      | Novela                       | Gonzalo Contreras                                                       | La ciudad anterior |         |
| 1992      | Poesía                       | Humberto Díaz Casanueva                                                 | Vox tatuada |         |
| 1992      | Teatro                       | Jorge Díaz Carlos Morand                                                | Pablo Neruda viene volando Bienvenido a Elsinor, profesor Freud                                                                         |         |
| 1992      | Ensayo                       | Miguel Castillo Didier                                                  | Kavafis íntegro |         |
| 1992      | Cuento                       | Lucía Guerra                                                            | Frutos extraños |         |
| 1993      | Novela                       | Alejandro Jodorowsky                                                    | Donde mejor canta un pájaro |         |
| 1993      | Poesía                       | Tomás Harris Jorge Torres Ulloa                                         | Cipango Poemas renales |         |
| 1993      | Teatro                       | Ramón Griffero                                                          | — |         |
| 1993      | Ensayo                       | Renato Cristi y Carlos Ruiz Cristián Gazmuri                            | El pensamiento conservador en Chile El '48' chileno: igualitarios, reformistas, radicales, masones y bomberos                           |         |
| 1993      | Cuento                       | Jaime Collyer Francisco Rivas                                           | Gente al acecho El banquete |         |
| 1994      | Novela                       | Jorge Guzmán Marcela Serrano                                            | Ay mama Inés Para que no me olvides |         |
| 1994      | Poesía                       | Eugenia Brito Nelson Torres                                             | Emplazamientos De Indias |         |
| 1994      | Teatro                       | Benjamín Galemiri Inés Stranger                                         | El coordinador Malinche |         |
| 1994      | Ensayo                       | Luis Muñoz González y Dieter Oelker Link Bernardo Subercaseaux          | Diccionario de movimientos y grupos literarios chilenos Historia del libro en Chile (Alma y cuerpo)                                     |         |
| 1994      | Cuento                       | Ramiro Rivas Rudisky                                                    | Luciérnaga curiosa |         |
| 1995      | Novela                       | Ana María del Río                                                       | Tiempo que ladra |         |
| 1995      | Poesía                       | Raúl Zurita                                                             | La vida nueva |         |
| 1995      | Teatro                       | Desierto                                                                | — |         |
| 1995      | Ensayo                       | Ana Pizarro                                                             | De ostras y caníbales |         |
| 1995      | Cuento                       | Fernando Josseau                                                        | La posada de la calle Lancaster |         |
| 1996      | Novela                       | Ramón Díaz Eterovic                                                     | Ángeles y solitarios |         |
| 1996      | Poesía                       | Jorge Montealegre                                                       | Bien común |         |
| 1996      | Teatro                       | Gustavo Meza Wevar                                                      | |         |
| 1996      | Ensayo                       | Luis Oyarzún                                                            | Diario íntimo |         |
| 1996      | Cuento                       | Luis López-Aliaga                                                       | Cuestión de astronomía |         |
| 1997      | Novela                       | Carlos Cerda                                                            | Una casa vacía |         |
| 1997      | Poesía                       | Elicura Chihuailaf Hernán Montealegre                                   | De sueños azules y contrasueños De mundo en mundo                                                                                       |         |
| 1997      | Teatro                       | Ramón Griffero                                                          | Río abajo |         |
| 1997      | Ensayo                       | Jorge Larraín Ibáñez Volodia Teitelboim                                 | Modernidad, razón e identidad en América Latina Los dos Borges                                                                          |         |
| 1997      | Cuento                       | Mario Banic                                                             | Cuentos del Limarí |         |
| 1998      | Novela                       | Guido Eytel Lagos                                                       | Casas en el agua |         |
| 1998      | Poesía                       | Alfonso Calderón                                                        | Una bujía a pleno sol |         |
| 1998      | Teatro                       | Jorge Díaz                                                              | La marejada |         |
| 1998      | Ensayo                       | Tomás Moulian                                                           | Chile actual: anatomía de un mito |         |
| 1998      | Cuento                       | Roberto Bolaño                                                          | Llamadas telefónicas |         |
| 1999      | Novela                       | Hernán Rivera Letelier                                                  | Fatamorgana de amor con banda de música                                                                                                 |         |
| 1999      | Poesía                       | Efraín Barquero                                                         | La mesa de la tierra |         |
| 1999      | Teatro                       | Marco Antonio de la Parra                                               | La vida privada / La puta madre |         |
| 1999      | Ensayo                       | Alfredo Jocelyn-Holt                                                    | El Chile perplejo. Del avanzar sin transar al transar sin parar                                                                         |         |
| 1999      | Cuento                       | Jaime Collyer                                                           | La bestia en casa |         |
| 2000      | Novela                       | Jorge Guzmán                                                            | La ley del gallinero |         |
| 2000      | Poesía                       | Antonio Campaña                                                         | Salón de baile |         |
| 2000      | Teatro                       | Benjamín Galemiri                                                       | El amor intelectual |         |
| 2000      | Ensayo                       | Gabriel Salazar y Julio Pinto                                           | Historia Contemporánea de Chile, tomos I y II                                                                                           |         |
| 2000      | Cuento                       | Germán Marín                                                            | Conversaciones para solitarios |         |
| 2001      | Novela                       | Adolfo Couve Mauricio Wacquez                                           | Cuando pienso en mi falta de cabeza Epifanía de una sombra                                                                              |         |
| 2001      | Poesía                       | Roberto Bolaño Juan Pablo Riveros                                       | Los perros románticos Libro del frío |         |
| 2001      | Teatro                       | Luis Rivano                                                             | Escucho discos de Al Jolson, mamá |         |
| 2001      | Ensayo                       | Félix Schwartzmann                                                      | Historia del universo y conciencia |         |
| 2001      | Cuento                       | Mauricio Electorat Gonzalo Contreras                                    | Nunca fui a Tijuana y otros cuentos Los indicados                                                                                       |         |
| 2002      | Novela                       | Ramón Díaz Eterovic                                                     | El ojo del alma |         |
| 2002      | Poesía                       | Andrés Anwandter Agüero                                                 | Especies intencionales |         |
| 2002      | Teatro                       | Jorge Díaz Juan Radrigán                                                | El desvarío El exilio de la mujer desnuda                                                                                               |         |
| 2002      | Ensayo                       | Carlos Franz                                                            | La muralla enterrada |         |
| 2002      | Cuento                       | Carolina Rivas                                                          | Dama en el jardín |         |
| 2003      | Novela                       | Nona Fernández                                                          | Mapocho |         |
| 2003      | Poesía                       | Marina Arrate                                                           | Trapecio |         |
| 2003      | Teatro                       | Benjamín Galemiri                                                       | El principio de la fe |         |
| 2003      | Ensayo                       | Norbert Lechner                                                         | Las sombras del mañana, la dimensión subjetiva de la política                                                                           |         |
| 2003      | Cuento                       | Marcelo Simonetti                                                       | El abanico de madame Czechowska |         |
| 2004      | Novela                       | Antonio Skármeta                                                        | El baile de la victoria |         |
| 2004      | Poesía                       | Malú Urriola                                                            | Nada |         |
| 2004      | Teatro                       | Nelson Brodt                                                            | Siete golpes de arena |         |
| 2004      | Ensayo                       | José Bengoa                                                             | Historia de los antiguos mapuches del sur                                                                                               |         |
| 2004      | Cuento                       | Jorge Calvo Juan Ignacio Colil                                          | Fin de la inocencia Ocho relatos |         |
| 2005      | Novela                       | Roberto Bolaño                                                          | 2666 |         |
| 2005      | Poesía                       | Nicolás Miquea Cañas                                                    | Libro de Atanasio Beley |         |
| 2005      | Ensayo                       | Alfredo Jocelyn-Holt                                                    | Historia General de Chile, tomo II: Los césares perdidos                                                                                |         |
| 2005      | Cuento                       | Carlos Iturra                                                           | Pretérito presente |         |
| 2005      | Narrativa infantil           | Ana María del Río                                                       | Lita, la niña del fin del mundo |         |
| 2006      | Novela                       | Reinaldo Marchant                                                       | Las vírgenes no llegarán al paraíso |         |
| 2006      | Poesía                       | Claudio Gaete Briones                                                   | El cementerio de los disidentes |         |
| 2006      | Teatro                       | Flavia Radrigán                                                         | Un ser perfectamente ridículo |         |
| 2006      | Ensayo                       | Fernando Emmerich                                                       | Las palabras y los días |         |
| 2006      | Cuento                       | Jaime Collyer                                                           | La voz del amo |         |
| 2007      | Novela                       | Ramón Díaz Eterovic                                                     | El segundo deseo |         |
| 2007      | Poesía                       | David Bustos Muñoz                                                      | Peces de colores |         |
| 2007      | Ensayo                       | José Bengoa                                                             | La comunidad reclamada. Identidades, utopías y memorias en la sociedad chilena actual                                                   |         |
| 2007      | Cuento                       | José Miguel Varas                                                       | El seductor |         |
| 2008      | Novela                       | Nona Fernández                                                          | Av. 10 de Julio Huamachuco |         |
| 2008      | Poesía                       | Erick Pohlhammer                                                        | Vírgenes de Chile |         |
| 2008      | Teatro                       | Luis Barrales Guzmán                                                    | H. P. (Hans Pozo) |         |
| 2008      | Ensayo                       | Jaime Lizama López                                                      | La ciudad fragmentada |         |
| 2008      | Cuento                       | Sonia González Valdenegro                                               | La preciosa vida que soñamos |         |
| 2009      | Novela                       | Roberto Brodsky                                                         | Bosque quemado |         |
| 2009      | Poesía                       | Juan Cristóbal Romero                                                   | Rodas |         |
| 2009      | Ensayo                       | Alfredo Jocelyn-Holt                                                    | Historia General de Chile, tomo III: Amos, señores y patricios                                                                          |         |
| 2009      | Cuento                       | Carlos Iturra                                                           | Crimen y perdón |         |
| 2010      | Novela                       | Germán Marín                                                            | La segunda mano |         |
| 2010      | Poesía                       | Camilo Brodsky                                                          | Whitechapel |         |
| 2010      | Teatro                       | Juan Claudio Burgos                                                     | Porque sólo tengo el cuerpo para defender este coto                                                                                     |         |
| 2010      | Ensayo                       | Alfonso Calderón                                                        | El vicio de escribir |         |
| 2010      | Cuento                       | Ramiro Rivas Rudisky                                                    | En malos pasos |         |
| 2011      | Novela                       | Álvaro Bisama                                                           | Estrellas muertas |         |
| 2011      | Poesía                       | Víctor López Zumelzu                                                    | Guía para perderse en la ciudad |         |
| 2011      | Ensayo                       | José Santos Herceg                                                      | Conflicto de representaciones. América Latina como lugar para la filosofía                                                              |         |
| 2011      | Cuento                       | Pablo Toro                                                              | Hombres maravillosos y vulnerables |         |
| 2011      | Narrativa infantil y juvenil | Paloma Valdivia Barría                                                  | Es así |         |
| 2012      | Novela                       | Antonio Ostornol                                                        | Dubrovnik |         |
| 2012      | Poesía                       | Roxana Miranda Rupailaf                                                 | Shumpall |         |
| 2012      | Teatro                       | Ximena Carrera                                                          | Medusa |         |
| 2012      | Ensayo                       | Carla Cordua                                                            | Pasar la raya |         |
| 2012      | Cuento                       | Juan Pablo Roncone                                                      | Hermano Ciervo |         |
| 2013      | Novela                       | Matías Celedón                                                          | La filial |         |
| 2013      | Poesía                       | Gloria Dünkler                                                          | Spandau |         |
| 2013      | Dramaturgia                  | Guillermo Calderón                                                      | Teatro, tomos I (Neva, Diciembre, Clase) y II (Villa, Discurso, Beben)                                                                  |         |
| 2013      | Ensayo                       | Alberto Mayol                                                           | El derrumbe del modelo |         |
| 2013      | Cuento                       | Benjamín Labatut                                                        | La Antártica empieza aquí |         |
| 2013      | Narrativa infantil y juvenil | Pedro Peirano                                                           | El club de los juguetes perdidos |         |
| 2013      | Referencial                  | Roberto Merino                                                          | Todo Santiago. Crónicas de la ciudad |         |
| 2013      | Investigación periodística   | Javier Rebolledo                                                        | La danza de los cuervos |         |
| 2013      | Edición                      | Editorial Amanuta                                                       | |         |
| 2014      | Novela                       | Patricio Jara                                                           | Geología de un planeta desierto |         |
| 2014      | Poesía                       | Carlos Cociña                                                           | El margen de la propia vida |         |
| 2014      | Dramaturgia                  | Leyla Selman Leonardo González Torres                                   | El pájaro de Chile y otra gente posible (obra publicada) Las nanas (obra inédita)                                                       |         |
| 2014      | Ensayo                       | Pía Montalva                                                            | Tejidos blandos. Indumentaria y violencia política en Chile, 1973-1990                                                                  |         |
| 2014      | Cuento                       | Alejandro Zambra                                                        | Mis documentos |         |
| 2014      | Literatura infantil          | Esteban Cabezas                                                         | El diario fantasma de Julito Cabello |         |
| 2014      | Literatura juvenil           | Jorge Baradit María José Ferrada                                        | Lluscuma Niños |         |
| 2014      | Referencial                  | Pedro Lemebel                                                           | Poco hombre. Crónicas escogidas |         |
| 2014      | Investigación periodística   | Marisol García                                                          | Canción Valiente 1960-1989. Tres décadas de canto social y político en Chile                                                            |         |
| 2014      | Edición                      | Editorial Tajamar                                                       | Odisea. Nikos Kazantzakis. Traducción y estudios de Miguel Castillo Didier                                                              |         |
| 2015      | Novela                       | Cristóbal Gaete Araya                                                   | Motel Ciudad Negra |         |
| 2015      | Poesía                       | Diego Alfaro Palma                                                      | Tordo |         |
| 2015      | Dramaturgia                  | Isidora Stevenson                                                       | Hilda Peña |         |
| 2015      | Ensayo                       | Verónica Cortínez y Manfred Engelbert                                   | Evolución en libertad: el cine chileno de fines de los sesenta                                                                          |         |
| 2015      | Cuento                       | Marcelo Mellado                                                         | Humillaciones |         |
| 2015      | Literatura infantil          | Irene Bostelmann Torrealba y Catalina Silva Guzmán                      | Mi lista de envidias |         |
| 2015      | Literatura juvenil           | Lola Larra (Claudia Larraguibel) y Vicente Reinamontes (Vicente Reyes)  | Al sur de la Alameda. Diario de una toma                                                                                                |         |
| 2015      | Referencial                  | Eduardo Vassallo y Raúl Contreras                                       | La cultura con Allende, tomos I 1970-71 y II 1972-73                                                                                    |         |
| 2015      | Investigación periodística   | Víctor Herrero Aguayo                                                   | Agustín Edwards Eastman. Una biografía desclasificada del dueño de 'El Mercurio                                                         |         |
| 2015      | Edición                      | LOM Ediciones                                                           | Luis Fernando Rojas. Obra Gráfica 1875 – 1942 de Carola Ureta Marín y Pedro Álvarez Caselli                                             |         |
| 2016      | Novela                       | Pablo Tucapel Ayenao                                                    | Memoria de la carne |         |
| 2016      | Poesía                       | Felipe Moncada                                                          | Silvestre |         |
| 2016      | Dramaturgia                  | Pablo Manzi                                                             | Donde viven los bárbaros |         |
| 2016      | Ensayo                       | Gabriel Salazar                                                         | La enervante levedad histórica de la clase política civil                                                                               |         |
| 2016      | Cuento                       | Paulina Flores                                                          | Qué vergüenza |         |
| 2016      | Literatura infantil          | Bernardita Jiménez, María José Pérez y Alfredo Cáceres                  | La ballena jorobada |         |
| 2016      | Literatura juvenil           | Miguel Vera                                                             | 1946, nazis en Chiloé |         |
| 2016      | Referencial                  | Alfredo Jocelyn-Holt                                                    | La escuela tomada |         |
| 2016      | Investigación periodística   | María Olivia Mönckeberg                                                 | La máquina para defraudar. Los casos Penta y Soquimich                                                                                  |         |
| 2016      | Edición                      | Letra Capital                                                           | Alameda de ida y vuelta de Vicente José Cociña y Vólker Gutiérrez                                                                       |         |
| 2017      | Novela                       | Cynthia Rimsky                                                          | El futuro es un lugar extraño |         |
| 2017      | Poesía                       | Verónica Jiménez                                                        | La aridez y las piedras |         |
| 2017      | Ensayo                       | Diamela Eltit                                                           | Réplicas. Escritos sobre literatura, arte y política                                                                                    |         |
| 2017      | Cuento                       | Carlos Araya Díaz                                                       | Historial de navegación |         |
| 2017      | Literatura infantil          | Andrés Montero                                                          | Alguien toca la puerta. Leyendas chilenas                                                                                               |         |
| 2017      | Literatura juvenil           | Lilian Flores Guerra                                                    | Las aventuras de Amanda y el gato del Pirata II. El tesoro del Collasuyo                                                                |         |
| 2017      | Referencial                  | Antonio Ferrán F. y Alberto Ferrán L.                                   | El pan en Chile. Su historia. Sus personajes. Sus panaderías. Su nobleza                                                                |         |
| 2017      | Investigación periodística   | Tania Tamayo Grez                                                       | Incendio en la torre 5. Las 81 muertes que Gendarmería quiere olvidar                                                                   |         |
| 2017      | Edición                      | LOM Ediciones                                                           | Resistencia gráfica. Dictadura en Chile. APJ-Tallersol de Nicole Cristi y Javiera Manzi                                                 |         |
| 2018      | Novela                       | María José Ferrada                                                      | Kramp |         |
| 2018      | Poesía                       | Carlos Soto Román                                                       | 11 |         |
| 2018      | Ensayo                       | Adriana Valdés Budge                                                    | Redefinir lo humano: las humanidades en el siglo XXI                                                                                    |         |
| 2018      | Cuento                       | Constanza Gutiérrez Obreque                                             | Terriers |         |
| 2018      | Literatura infantil          | Claudio Aguilero Álvarez y Karina Cocq                                  | La cabeza de Elena |         |
| 2018      | Literatura juvenil           | Alejandra Cabrera Olea                                                  | Lazarillo |         |
| 2018      | Referencial                  | Víctor Herrero Aguayo                                                   | Después de vivir un siglo. Violeta Parra, una biografía                                                                                 |         |
| 2018      | Investigación periodística   | Pedro Cayuqueo Millaqueo                                                | Historia secreta mapuche |         |
| 2018      | Edición                      | Marcela Trujillo (Maliki)                                               | Ídolo. Una historia casi real |         |
| 2019      | Novela                       | Ivonne Coñuecar                                                         | Coyhaiqueer |         |
| 2019      | Poesía                       | Daniela Catrileo                                                        | Guerra florida. Rayülechi malon |         |
| 2019      | Ensayo                       | Sol Serrano                                                             | El Liceo. Relato, memoria, política |         |
| 2019      | Cuento                       | Bernardita Bravo                                                        | Estampida |         |
| 2019      | Literatura infantil          | Rafael Rubio (texto) y Gabriela Lyon (ilustraciones)                    | Un día soleado |         |
| 2019      | Literatura juvenil           | Sergio Gómez                                                            | Rallo |         |
| 2019      | Referencial                  | Camilo Marks                                                            | El sol del Pacífico |         |
| 2019      | Investigación periodística   | Juan Cristóbal Guarello                                                 | Aldo Marín. Carne de cañón |         |
| 2019      | Edición                      | LOM Ediciones                                                           | Qhapaq Ñan. Atacama. Trazado visual al Camino del Inca en su paso por el desierto, de Claudio Pérez                                     |         |
| 2020-2021 | Novela                       | Benjamín Labatut                                                        | Un verdor terrible |         |
| 2020-2021 | Poesía                       | Rosabetty Muñoz                                                         | Técnicas para cegar a los peces |         |
| 2020-2021 | Cuento                       | Simón Soto                                                              | La sangre y los cuchillos |         |
| 2020-2021 | Ensayo                       | Joaquín Trujillo Silva                                                  | Andrés Bello: libertad, imperio y estilo                                                                                                |         |
| 2020-2021 | Literatura juvenil           | Ernesto Garratt                                                         | Casa propia |         |
| 2020-2021 | Literatura infantil          | Andrés Kalawski y Joaquín Cociña                                        | Beso de buenas noches |         |
| 2020-2021 | Referencial                  | Cynthia Rimsky                                                          | La revolución a dedo |         |
| 2020-2021 | Géneros periodísticos        | Juan Pablo Meneses                                                      | Un dios portátil |         |
| 2020-2021 | Edición                      | LOM Ediciones                                                           | La Unidad Popular y la revolución en Chile de Mario Garcés, editado por Silvia Aguilera                                                 |         |
| 2022      | Novela                       | Simón López Trujillo                                                    | El vasto territorio |         |
| 2022      | Poesía                       | Marina Arrate                                                           | Elogio del odio |         |
| 2022      | Cuento                       | Andrés Montero                                                          | La muerte viene estilando |         |
| 2022      | Ensayo                       | Soledad Fariña                                                          | El deseo hecho palabra: textos encontrados                                                                                              |         |
| 2022      | Literatura juvenil           | Camila Valenzuela León                                                  | De bosque y cenizas |         |
| 2022      | Literatura infantil          | Joanna Mora                                                             | Baba Yaga |         |
| 2022      | Referencial                  | Eduardo Plaza Ávila                                                     | La pajarera |         |
| 2022      | Géneros periodísticos        | Mauricio Leandro Osorio                                                 | Búlgaros, el ejército entrenado para matar a Pinochet                                                                                   |         |
| 2022      | Edición                      | Ignacio Vidaurrázaga / Negro Editores                                   | El MIR de Miguel: Crónicas de memoria                                                                                                   |         |
| 2023      | Novela                       | Roberto Castillo Sandoval                                               | La novela del corazón |         |
| 2023      | Cuento                       | Malu Furche R.                                                          | Islas de calor |         |
| 2023      | Poesía                       | Roxana Miranda Rupailaf                                                 | Kewakafe |         |
| 2023      | Ensayo                       | Macarena García Moggia                                                  | La transparencia de las ventanas: ensayos sobre la mirada                                                                               |         |
| 2023      | Géneros periodísticos        | Esteban David Contardo                                                  | Náusea: crónica de una zona de sacrificio                                                                                               |         |
| 2023      | Literatura infantil          | Grace Mallea                                                            | Los zapatos de mamá |         |
| 2023      | Literatura juvenil           | Viviana Huiliñir, Claudio Fuentes (autores) y Jorge Roa (ilustraciones) | Me llamo Millaray |         |
| 2023      | Edición                      | Ricardo Fuentealba Rivera / Hueders                                     | Cuervo |         |
| 2023      | Referencial                  | Cristóbal Jimeno y Daniela Mohor                                        | La búsqueda |         |
| 2024      | Novela                       | Daniela Catrileo                                                        | Chilco |         |
| 2024      | Poesía                       | Camilo Noé Brodsky Bertoni                                              | Piensa y repite |         |
| 2024      | Cuento                       | Rodrigo Fernández Cerda                                                 | Atarantado |         |
| 2024      | Literatura infantil          | Claudio Aguilera y Sebastián Ilabaca                                    | Dime dónde estás |         |
| 2024      | Literatura juvenil           | Sara Bertrand                                                           | Samurai |         |
| 2024      | Edición                      | Claudio Aguilera Álvarez y Manuel Peña Muñoz                            | Rapa-Nui, la primera editorial chilena de literatura infantil                                                                           |         |
| 2024      | Referencial                  | Álvaro Bisama                                                           | La rabia y el augurio. Ensayo biográfico sobre Carlos Droguett                                                                          |         |
| 2024      | Ensayo                       | Manuel Guerrero Antequera                                               | Sociología de la masacre. La producción social de la violencia                                                                          |         |